# Полтавский судебный процесс
Полта́вский суде́бный проце́сс — один из послевоенных советских открытых судов в отношении иностранных военнослужащих, обвиняемых в совершении военных преступлений в период Второй мировой войны. Судили в Полтаве 22 немецких военнопленных из 3-й танковой дивизии СС «Мёртвая голова» во главе с её командиром генерал-майором Х. Беккером. В итоге все военнопленные были признаны виновными: 21 лицо получило по 25 лет, 1 лицо — 20 лет каторжных работ.

## Название процесса

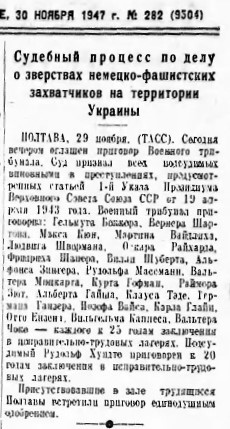
Статья в «Известиях Советов депутатов трудящихся СССР» о Полтавском судебном процессе, 30 ноября 1947 года.

«Известия Советов депутатов трудящихся СССР» называли его «Судебный процесс по делу о зверствах немецко-фашистских захватчиков на территории Украины». Название это не очень корректно, так как на процессе рассматривались также преступления, совершённые не на территории Украинской ССР.
В исторических исследованиях (например, в работах кандидата исторических наук Д.Ю. Асташкина) используется название «Полтавский процесс».

## Предыстория
19 — 20 сентября 1941 года немцами была оккупирована Полтава. В октябре 1941 года была захвачена Полтавская область, которая была включена в состав рейхскомиссариата «Украина». В 1943 году Полтавская область была освобождена. За период оккупации в Полтавской области, по данным Чрезвычайной государственной комиссии, были уничтожены 281895 советских военнопленных и мирных жителей, а 156629 человек угнаны в Германию, был нанесён огромный ущерб промышленности, многие здания были разрушены.

## Подготовка процесса
Расследование преступлений дивизии СС «Мёртвая голова» велось уже в 1943 году. Так, в декабре 1943 года был повешен по приговору военно-полевого суда обер-ефрейтор дивизии СС «Мёртвая голова» Ф. Риттнер, который участвовал в уничтожении при отступлении советских населённых пунктов. В 1947 году в СССР прошла серия новых открытых судебных процессов над иностранными военнопленными. 18 мая 1947 года министр внутренних дел С. Н. Круглов представил заместителю председателя Совета Министров СССР В. М. Молотову проект правительственного постановления о проведении открытых судебных процессов в девяти городах
: Севастополе, Кишиневе, Чернигове, Витебске, Бобруйске, Сталино, Полтаве, Гомеле, Новгороде. Проект допускал, что судить будут в том числе лиц, которые не признали вину. В справке Главного управления по делам военнопленных и интернированных МВД СССР от 16 мая 1947 года приведён список из 22 обвиняемых военнослужащих дивизии «Мёртвая голова» и указано, что предварительное следствие по делам 2-х обвиняемых было закончено, а в отношении ещё 19 обвиняемых проводился «допрос свидетелей и сбор материалов Чрезвычайной Государственной Комиссии». При этом отмечалось, что 21 обвиняемый признал вину, а обвиняемый М. Кюн вину не признал.
В начале сентября 1947 года Круглов и заместитель министра иностранных дел Вышинский в письме И. В. Сталину указали, что сотрудники Министерства внутренних дел собрали материалы на предание суду 136 военных преступников, в том числе 19 генералов, 68 офицеров и 49 солдат. В связи с этим Круглов и Вышинский предложили межведомственную комиссию по организации судебных процессов в следующем составе:
- министр юстиции Н. М. Рычков (председатель),
- первый заместитель Генерального прокурора СССР Г. Н. Сафонов (заместитель);
- министр внутренних дел С. Н. Круглов;
- заместитель министра государственной безопасности С. И. Огольцов;
- председатель Верховного суда СССР И. Т. Голяков;
- начальник договорно-правового управления министерства иностранных дел С. А. Голунский.

10 сентября 1947 года Совет министров СССР принял постановление об организации открытых судебных процессов в девяти городах, предложенных Кругловым. Итоговый список подсудимых Полтавского судебного процесса заметно отличался от списка обвиняемых военнослужащих дивизии СС «Мёртвая голова» из справки Главного управления по делам военнопленных и интернированных Министерства внутренних дел СССР от 16 мая 1947 года:
- Из списка обвиняемых были исключены 14 военнослужащих, в том числе ефрейтор Р. Мериш, по которому в справке было указано, что предварительное следствие закончено;
- В список обвиняемых были включены 14 других военнослужащих дивизии СС «Мёртвая голова».

Подобный пересмотр списка обвиняемых был типичным явлением. Так, из 14 обвиняемых, которых согласно другой справке Главного управления по делам военнопленных и интернированных Министерства внутренних дел СССР от 16 мая 1947 года должны были судить на Сталинском судебном процессе, в конечном итоге подсудимыми на Сталинском судебном процессе стали только 3 обвиняемых, из которых 2 обвиняемых вину не признали.

## Государственный обвинитель
Государственное обвинение поддерживал генерал-майор Д. Д. Чертков

## Подсудимые Полтавского процесса

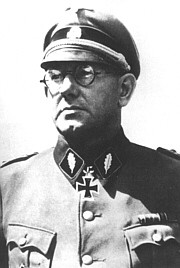
Х. Беккер.

На процессе были следующие подсудимые:
- Хельмут Беккер — генерал-майор;
- Вернер Шаргов;
- Макс Кюн;
- Мартин Вайдлих;
- Людвиг Шворман;
- Оскар Райхард;
- Фридрих Шапер;
- Вилли Шуберт;
- Альфонс Зингер;
- Рудольф Массманн;
- Вальтер Мицкарг;
- Курт Гофман;
- Раймер Зют;
- Альберт Гайш;
- Клаус Тэде;
- Герман Ганзер;
- Йозеф Вайс;
- Карл Глайн;
- Отто Ензен;
- Вильгельм Капнес;
- Вальтер Чоке;
- Рудольф Хундте.

7 подсудимых ранее признали вину на предварительном следствии. М. Кюн вину на предварительном следствии не признал.

## Правовая квалификация деяний подсудимых
Всех обвиняемых судили по статье 1 указа Президиума Верховного совета СССР от 19 апреля 1943 года.

## Приговор и его исполнение
29 ноября 1947 года суд огласил приговор:
- Г. Беккер, В. Шаргов, М. Кюн, М. Вайдлих, Л. Шворман, О. Райхард, Ф. Шапер, В. Шуберт, А. Зингер, Р. Массманн, В. Мицкарг, К. Гофман, Р. Зют, А. Гайш, К. Тэде, Г. Ганзер, Й. Вайс, К. Глайн, О. Ензен, В. Капнес и В. Чоке — по 25 лет каторжных работ;
- Р. Хундте — 20 лет каторжных работ.

## Судьба осуждённых
Генерал-майор Х. Беккер в заключении был вновь осуждён за организацию отказа от выполнения работ и был казнён 28 февраля 1953 года. Генерал-лейтенант В. Шаргов, согласно эшелонному списку, в феврале 1954 года находился в Свердловской области.